# Voogdij Locarno

Wapen van Locarno

De voogdij Locarno was een condominium  bestuurd door de kantons van het Oude Eedgenootschap, met uitzondering van Appenzell van het Oude Eedgenootschap van 1513 tot de opheffing van het Oude Eedgenootschap in 1798. Hierna werd het onderdeel van het kanton Lugano.